# Бугарска на Светском првенству у атлетици у дворани 2018.
Бугарска је учествовала на 17. Светском првенству у атлетици у дворани 2018. одржаном у Бирмингему (Уједињено Краљевство) од 1. до 4. марта. Бугарска је учествовала на свим Светским првенствима у дворани до данас. У свом седаманестиом учествовању репрезентацију Бугарске представљало је 5 атлетичара (2 мушкарца и 3 жене) који сз се такмичили 5 дисциплина (2 мушке и 3 женске).,
На овом првенству такмичари Бугарске нису освојили ниједну медаљу али су остварили један најбољи лични резултат сезоне.
У табели успешности према броју и пласману такмичара који су учествовали у финалним такмичењима (првих 8 такмичара) Бугарска је са једним учесником у финалу делила 42. место са 3 бода.
| Плас. | Земља    | 1. место | 2. место | 3. место | 4. место | 5. место | 6. место | 7. место | 8. место | Бр. финал. | Бод. |
| ----- | -------- | -------- | -------- | -------- | -------- | -------- | -------- | -------- | -------- | ---------- | ---- |
| =42.  | Бугарска | 0        | 0        | 0        | 0        | 0        | 1        | 0        | 0        | 1          | 3    |

## Учесници
| Мушкарци: - Тихомир Иванов — Скок увис - Георги Иванов — Троскок | Жене: - Мирела Демирева — Скок увис - Габриела Петрова — Троскок - Радослава Мавродијева — Бацање кугле |  |

## Резултати

### Мушкарци
| Атлетичар         | Дисциплина | Лични рекорд | Финале   | Финале  | Детаљи |
| Атлетичар         | Дисциплина | Лични рекорд | Резултат | Место   | Детаљи |
| ----------------- | ---------- | ------------ | -------- | ------- | ------ |
| Тихомир Иванов    | Скок увис  | 2,28         | 2,20     | 9 / 11  |        |
| Момчил Караилијев | Троскок    | 17,16        | 16,14    | 12 / 15 |        |

### Жене
| Атлетичарка           | Дисциплина   | Лични рекорд | Финале    | Финале  | Детаљи |
| Атлетичарка           | Дисциплина   | Лични рекорд | Резултат  | Место   | Детаљи |
| --------------------- | ------------ | ------------ | --------- | ------- | ------ |
| Мирела Демирева       | Скок увис    | 1,95         | 1,89      | 6 / 13  |        |
| Габриела Петрова      | Троскок      | 14,55        | 13,91 ЛРС | 11 / 17 |        |
| Радослава Мавродијева | Бацање кугле | 18,36        | 16,33     | 15 / 15 |        |